# Dix tribus perdues
Les dix tribus perdues, selon la Bible hébraïque, peuplaient le royaume d'Israël avant la destruction de celui-ci en -722, et ont depuis disparu.

## Origine des tribus d’après la Bible
La Bible hébraïque, ou l'Ancien Testament, décrit l'installation en Terre d'Israël des Hébreux, ou plus exactement, des 12 fils de Jacob/Israël, fondateurs des 12 tribus. Les douze fils sont :
- Ruben
- Siméon
- Lévi (tribu dédiée au service du Temple de Jérusalem)
- Juda (dont provient la dynastie du roi David)
- Issachar
- Zébulon
- Dan
- Nephtali
- Gad
- Aser
- Joseph (2 demi-tribus en sont issues : Manassé et Éphraïm)
- Benjamin.

Après une période de division, les tribus sont unifiées d'après la Bible par le roi Saül, auquel succèdent son fils Ishboshet, le roi David et enfin le roi Salomon. Après la mort de ce dernier, vers -930, la Bible indique que son royaume se coupe en deux : au nord le royaume d'Israël, centré sur dix tribus et sa capitale, Samarie, et au sud le royaume de Juda, centré sur deux tribus (Benjamin, Juda et une partie des Lévites) et sa capitale Jérusalem.
Les dix tribus du Nord sont en fait 11 : Ruben, Siméon, Issacar, Zabulon, Dan, Nephthali, Gad, Asher, les deux demi-tribus issues de Joseph : Manassé et Éphraïm, et une partie de la Tribu de Lévi (tribu sacerdotale sans territoire).

## La destruction du royaume d’Israël
Le royaume de Samarie a été envahi et détruit par l'Assyrie en -722, qui en a fait une de ses provinces. Le royaume de Juda accepta en revanche la suzeraineté assyrienne et survécut donc. Juda ne reprit une certaine indépendance que sous le règne de Josias (de -639 à -609), jusqu'à sa destruction par les Babyloniens et à la déportation d'une partie de sa population en -587/-586 (exil à Babylone).

## La déportation des tribus

### D’après la Bible
D'après la Bible (Deuxième Livre des Rois), qu'on estime rédigée vers le milieu du VIe siècle av. J.-C. (soit entre 150 et 200 ans après les événements), la population du royaume de Samarie aurait été déportée vers d'autres régions de l'Empire assyrien en punition de ses péchés. Elle aurait ensuite mystérieusement disparu. Ce seraient les dix tribus perdues d'Israël.
La Bible affirme que des populations étrangères auraient été déplacées pour les remplacer sur leur territoire. Ces étrangers auraient créé une religion mélangeant influences israélite et païennes, donnant ainsi naissance aux Samaritains. Cependant, la religion des Samaritains, telle que nous la connaissons, ne présente pas de trace de paganisme.
« Et Israël a été emmené captif loin de son pays en Assyrie, où il est resté jusqu'à ce jour. Le roi d'Assyrie fit venir des gens [...] et les établit dans les villes de Samarie à la place des enfants d'Israël. [...] Lorsqu'ils commencèrent à y habiter, ils ne craignaient pas l'Éternel, et l'Éternel envoya contre eux des lions qui les tuaient.

On dit au roi d'Assyrie : Les nations que tu as transportées et établies dans les villes de Samarie ne connaissent pas la manière de servir le dieu du pays, et il a envoyé contre elles des lions qui les font mourir [...].

Le roi d'Assyrie donna cet ordre : Faites-y aller l'un des prêtres que vous avez emmenés de là en captivité [...] et qu'il leur enseigne la manière de servir le dieu du pays.

Un des prêtres qui avaient été emmenés captifs de Samarie vint s'établir à Béthel, et leur enseigna comment ils devaient craindre l'Éternel.

Mais les nations firent chacune leurs dieux dans les villes qu'elles habitaient, et les placèrent dans les maisons des hauts lieux bâties par les Samaritains.

[...] Ils craignaient aussi l'Éternel [...] et ils servaient en même temps leurs dieux d'après la coutume des nations d'où on les avait transportés.

[...] Ils suivent encore aujourd'hui leurs premiers usages.

[...] L'Éternel avait fait alliance avec eux, et leur avait donné cet ordre : Vous ne craindrez point d'autres dieux.

[...] Et ils n'ont point obéi, et ils ont suivi leurs premiers usages. Ces nations craignaient l'Éternel et servaient leurs images ; et leurs enfants et les enfants de leurs enfants font jusqu'à ce jour ce que leurs pères ont fait. »
On note une contradiction dans le Deuxième Livre des Rois : les nouveaux habitants de l’ancien royaume de Samarie (devenu province assyrienne) sont décrits comme des étrangers, mais il est aussi indiqué que « l'Éternel avait fait alliance avec eux », comme s'ils étaient les descendants des anciens Israélites. D'un côté ils « craignaient l'Éternel », de l'autre « ils servaient en même temps leurs dieux ». La population maintenant identifiée comme « samaritaine » devient ainsi une population ambiguë, mélange d'étrangers païens et d'influences israélites, globalement rejetée de la communauté.
Cependant, la Bible est elle-même parfois ambiguë sur la disparition des tribus israélites. Ainsi, le Livre de Jérémie rapporte que 150 ans après la chute du royaume du Nord, juste après la chute de Jérusalem en -586, des Israélites du Nord se sont présentés avec des offrandes pour le Temple de Jérusalem : « quatre-vingts hommes vinrent de Sichem, de Silo et de Samarie, la barbe rasée, les vêtements déchirés, la peau tailladée d'incisions. Ils apportaient des offrandes de céréales et de l'encens pour les offrir dans le Temple de l'Éternel ».
Au-delà de cette ambiguïté, les Juifs orthodoxes, et à leur suite les chrétiens, ont considéré que les Samaritains ne pouvaient prétendre être les descendants des tribus d'Israël. Celles-ci ne se survivent donc pas à travers ces derniers, mais ont mystérieusement disparu.

### D’après les Assyriens

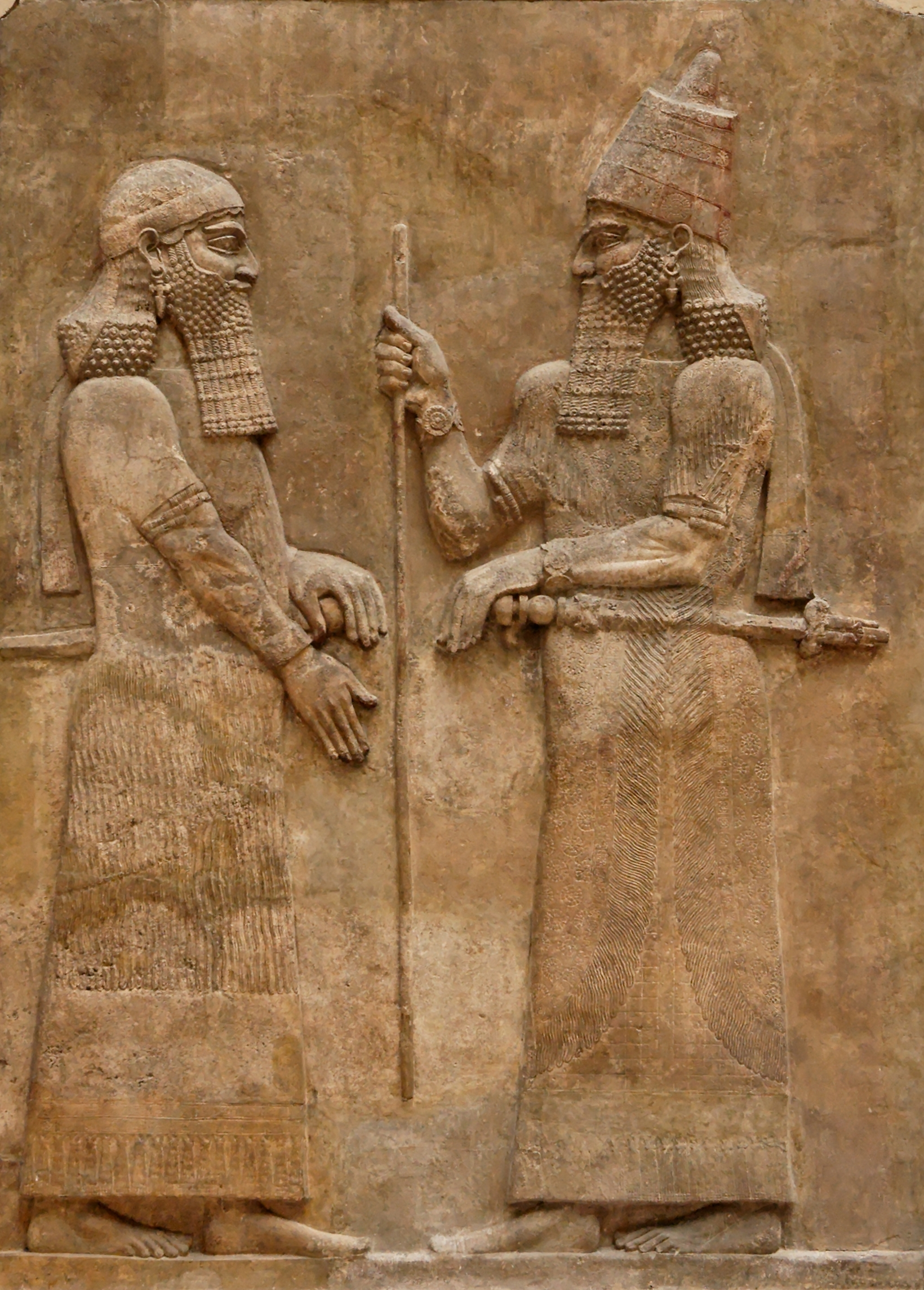
Sargon Ⅱ et un haut dignitaire. Bas-relief du palais de Dur-Sharrukin

Les archéologues ont exhumé une bonne partie des archives de l'Empire assyrien. Les chroniques assyriennes de Sargon Ⅱ, le roi qui a vaincu le royaume de Samarie, indiquent :
« J'ai assiégé et occupé la ville de Samarie, et ai emmené 27 280 de ses habitants captifs. Je leur ai pris 50 chars, mais leur ai laissé le reste de leurs affaires. »
Certains traducteurs ne sont pas d'accord avec la précision apportée (« ville de Samarie »), considérant que le texte original laisse planer le doute entre la ville et l'État de Samarie.

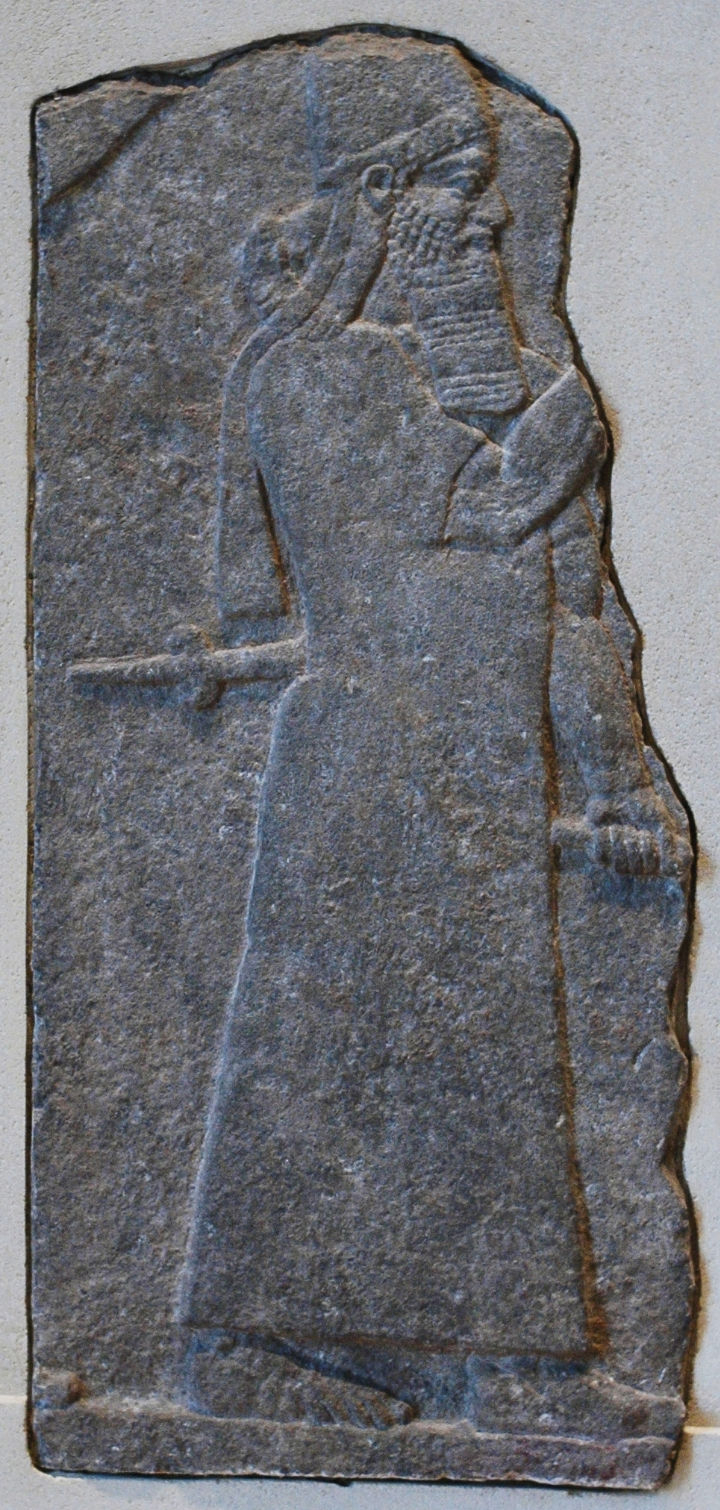
Teglath-phalasar III, bas-relief provenant de son palais à Nimrud, fin du VIIIe siècle av. J.-C., musée du Louvre

Il y a un point commun avec les Livres des Rois : la déportation des Israélites a bien eu lieu. Mais il y a aussi une différence importante : le nombre des déportés. Pour le Deuxième Livre des Rois, c'est toute la population ou presque qui a été déportée. Pour Sargon II, c'est une minorité. Les archéologues estiment en effet la population du royaume de Samarie à 200 000 personnes, d'après les villes et villages retrouvés. Il y avait bien eu une première déportation dix ans plus tôt, quand le roi assyrien Teglath-Phalasar III avait conquis la Galilée. Mais elle aussi a été chiffrée par les textes assyriens. Le total des deux déportations atteint environ 40 000 personnes, soit 20 % seulement du total des habitants. Sans doute essentiellement l'élite. Les historiens pensent que certains Israélites du Nord seraient également partis en tant que réfugiés vers le royaume de Juda.
L'implantation de colons étrangers est indiquée plusieurs fois dans le reste du texte, mais à propos d'autres conquêtes. Cette politique d'implantation était manifestement courante, et a donc peut-être été faite en Samarie, comme l'indique le Livre des Rois.

### D’après les Samaritains
La population samaritaine prétend descendre des dix tribus, plus spécifiquement des deux demi-tribus issues de Joseph : Manassé et Ephraïm, ainsi que de la tribu sacerdotale de Levi.

### D’après l'archéologie
On a retrouvé, à Gézér et dans les environs, des textes cunéiformes du VIIe siècle av. J.-C. contenant des noms babyloniens. La déportation de populations allogènes en Samarie (au moins dans certaines zones), affirmée par les Livres des Rois, est donc bien confirmée. L'archéologie indique par contre que ce repeuplement est loin d'être massif. Les poteries, inscriptions, villages, etc. montrent une grande continuité avec la période antérieure. 

### D’après la génétique
La génétique a été sollicitée pour apporter certaines réponses quant à l'origine des Samaritains. L'étude de  Shen et al. en 2004 a ainsi porté sur la comparaison entre les chromosome Y de 12 hommes Samaritains et ceux de 18-20 hommes non Samaritains, répartis entre 6 populations juives (d'origines Ashkénaze, Marocaine, Libyenne, Éthiopienne, Irakienne et Yéménite) et 2 populations non-juives israéliennes (Druzes et Palestiniens). Les résultats d'analyses précédentes sur des groupes d'Africains et d'Européens ont été intégrés dans l'analyse statistique. L'ADN mitochondrial (hérité des femmes) a également été comparé. L'étude conclut que des ressemblances significatives existent entre les chromosomes Y (masculin) juifs et samaritains, mais que l'ADN mitochondrial (hérité des femmes) diffère entre les populations juives et samaritaines. « À notre surprise, tous les chromosomes Y des Samaritains non-Cohen [n'appartenant pas à la famille sacerdotale] appartiennent au groupe Cohen » (une caractéristique génétique qu'on rencontre majoritairement chez les juifs cohanim, c’est-à-dire supposés descendre d'Aaron. « Les données [...] indiquent que les chromosome Y [masculin] samaritains et juifs ont une affinité beaucoup plus grande que ceux des Samaritains et de leurs voisins géographiques de longue date, les Palestiniens ». « Cependant, ce n'est pas le cas pour les haplotypes d'ADN mitochondrial. [...] les distances entre Samaritains, Juifs et Palestiniens pour l'ADN mitochondrial sont à peu près identiques. De plus, la basse diversité [...] suggère que le flux de gènes maternels dans la communauté samaritaine n'a pas été très élevé » (peu d'entrées de femmes dans la communauté).
Les auteurs de l'étude penchent finalement en faveur d'une approche mixte entre remplacement et continuité : 
« nous supposons que [les caractéristiques génétiques samaritaines] présentent un sous-groupe des prêtres juif Cohanim d'origine qui n'est pas parti en exil quand les Assyriens ont conquis le royaume du Nord [...], mais qui ont épousé des Assyriennes et des femmes exilées réinstallées à partir d'autres terres conquises ». Il faut cependant noter deux points. D'une part, la « diversité élevée des haplotypes d'ADN mitochondrial chez les Israéliens suggère que les fondatrices féminines de chaque groupe juif aient été peu nombreuses et de différentes ascendances ». La spécificité des marqueurs génétiques féminins samaritains est donc difficile à interpréter à la lumière de la spécificité des marqueurs génétiques féminins de chaque groupe juif. D'autre part, l'apparition des spécificités n'est pas datée. Elle peut remonter avant, pendant ou après la période de la conquête assyrienne, et ne nous renseigne donc pas forcément sur les évènements provoqués par celle-ci.

### D’après certains historiens
La religion actuelle des Samaritains, strictement fondée sur le Pentateuque, ne présente pas de trace de paganisme.
Au VIe siècle av. J.-C., le livre de Jérémie, déjà cité, les montre faisant des offrandes au Temple. 
Les traités rabbiniques datant du début de l'ère chrétienne indiquent que ce strict monothéisme est très ancien. Le traité Chullin (ou 'Houllin) accepte la viande des animaux qu'ils ont tués comme casher, si un juif a été témoin de l'abattage, et le traité Orlah du Talmud de Jérusalem admet leur pain sous certaines réserves. Dans un autre traité du Talmud de Jérusalem, qui daterait du Ier siècle, leur nourriture est considérée comme légale. Un traité mineur (Massecheth Kuthim) confirme leur acceptation partielle : « Quand pourront-ils être reçus dans la communauté juive ? Quand ils auront renoncé à Har Garizim (le mont Garizim) et reconnu Jérusalem et la résurrection des morts ». Le même traité reconnaît que, dans la plupart de leurs usages, ils ressemblent à des Israélites. 
Ainsi, dès le début de l'ère chrétienne, l'accusation de paganisme est-elle abandonnée par certains religieux juifs, même si l'accusation de ne pas être d'ascendance israélite subsiste.
Les archives assyriennes parlent d'une déportation restreinte, et l'archéologie semble le confirmer.
Pour toutes ces raisons, la thèse dominante chez beaucoup d'historiens est donc plutôt que 80 % des habitants de l'ancien royaume de Samarie sont restés sur place, et sont devenus les Samaritains (au sens religieux du terme) cités par le Livre des Rois. Les déportés babyloniens (parfois syriens) en Samarie, assez peu nombreux, auraient fini par s'assimiler dans les populations environnantes.
Dans cette optique, les dix tribus d'Israël mystérieusement disparues ne seraient qu'un mythe inventé pour justifier l'exclusion des Samaritains de la communauté israélite : on ne rompait pas avec d'autres Israélites, on constatait leur disparition mystérieuse et leur remplacement par des étrangers.
Les raisons de cette rupture définitive seraient surtout :
- la question de la centralité du Temple du mont Garizim (le principal lieu saint samaritain) ou de celui de Jérusalem dans le culte ;
- la place de la Torah orale (plus tard compilée dans la Mishna, la Gémara puis le Talmud) chez les Judéens, et refusée par les Samaritains.

## La recherche des dix tribus
Quelle que soit la réalité historique, la disparition supposée des dix tribus a suscité dès l'Antiquité de nombreuses hypothèses chez les juifs orthodoxes, et à leur suite chez les chrétiens. L'hypothèse la plus simple semblait être l'assimilation des déportés aux populations moyen-orientales, qu'elles soient juives ou non-juives. Mais l'idée selon laquelle les tribus avaient pu trouver refuge dans des régions reculées du monde a été avancée par beaucoup, et a entraîné de nombreuses recherches.
Ces recherches ont encore une influence importante pour certaines populations. C'est ainsi que les Beta Israel d'Éthiopie ont pu obtenir d'être reconnus comme juifs, et ainsi immigrer en Israël grâce à leur reconnaissance comme descendants de la tribu perdue de Dan par le grand rabbin séfarade d'Israël, Ovadia Yossef, en 1973.
De même, « en mars 2005, après avoir étudié la question, le grand rabbin séfarade d'Israël, Rabbi Shlomo Amar a formellement identifié les Bnei Menashe en tant que « descendants d'Israël », confirmant leur revendication à une ascendance juive ». Les Bnei Menashe sont un groupe d'apparence asiatique vivant sur la frontière birmane, dans le Nord-Est de l'Inde, et affirmant depuis les années 1950 descendre de la tribu de Manassé, laquelle serait venu trouver refuge au fond de l'Asie. Environ 1 000 d'entre eux vivent fin 2006 en Israël, officiellement convertis. Sept mille autres vivent toujours dans le Mizoram, attendant une conversion officielle.
Il y a aussi le cas des Lemba ou Lembaa, un groupe ethnique d'Afrique australe. Au nombre d'environ 70 000, ils sont présents en Afrique du Sud (en particulier la province du Limpopo), mais aussi aux Zimbabwe, Malawi et Mozambique. Bien qu'ils parlent des langues bantoues proches de celles des autres groupes ethniques qu'ils côtoient, ils ont des pratiques religieuses similaires à certaines de celles pratiquées dans le judaïsme, et une tradition de peuple nomade avec des origines supposées en Afrique du Nord ou au Moyen-Orient. Selon leur tradition orale, leurs ancêtres seraient des Juifs venus d'un endroit dénommé Sena pour s'établir en Afrique de l'Ouest. Selon les recherches menées par le Britannique Tudor Parfitt, Sena serait dans la région du Yémen. Les Lemba ont un lien avec le Grand Zimbabwe. Ils y établirent une synagogue, avec leurs propres rabbis. Les Lembas ont des restrictions sur les mariages interethniques avec des non-Lemba, et il est particulièrement difficile pour un homme de devenir Lemba. Les Lemba présentent une proportion hors norme d'hommes possédant un polymorphisme du chromosome Y connu sous le nom d'haplotype modal Cohen, ce qui suggère en effet une liaison avec les populations juives traditionnelles. Un sous-clan des Lembas, le Clan Buba, est considéré par les Lemba comme leur caste de prêtres. Parmi les Bubas, 52 % des hommes possèdent l'haplotype modal Cohen, ce qui correspond aux proportions trouvées chez les Juifs « Cohen » (prêtres). Les Lembas ont également un important pourcentage de gènes souvent trouvés chez les Sémites non-Arabes. 
D'autres groupes non reconnus comme juifs affirment une origine venue de l'ancien royaume de Samarie.
Il existe des associations, comme l'association israélienne Shavei Israel (en), qui se consacrent à la recherche des dix tribus perdues.